# Old Struan

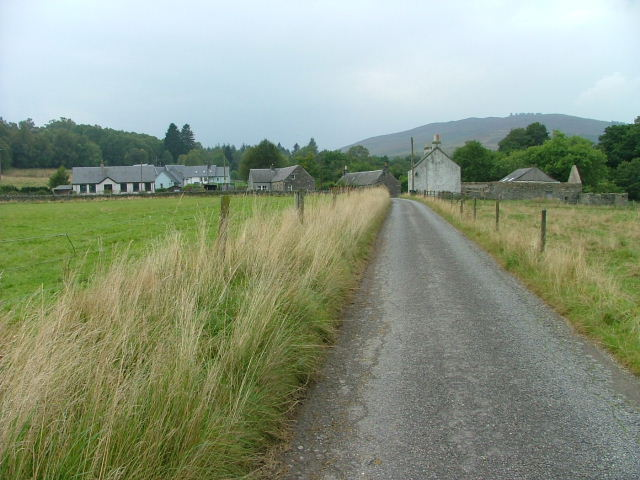
Blick von Osten auf den Ort

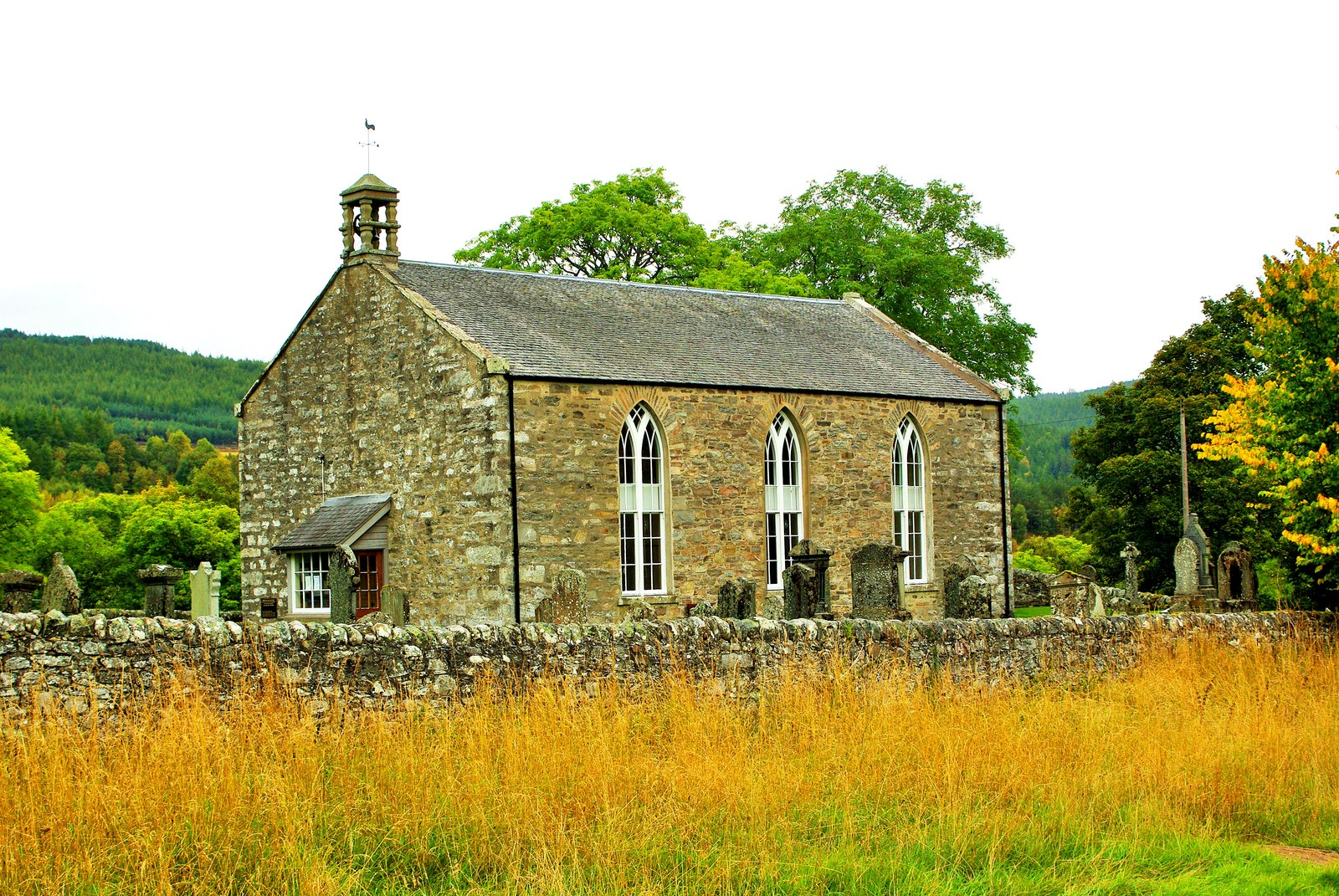
Kirche von Old Struan

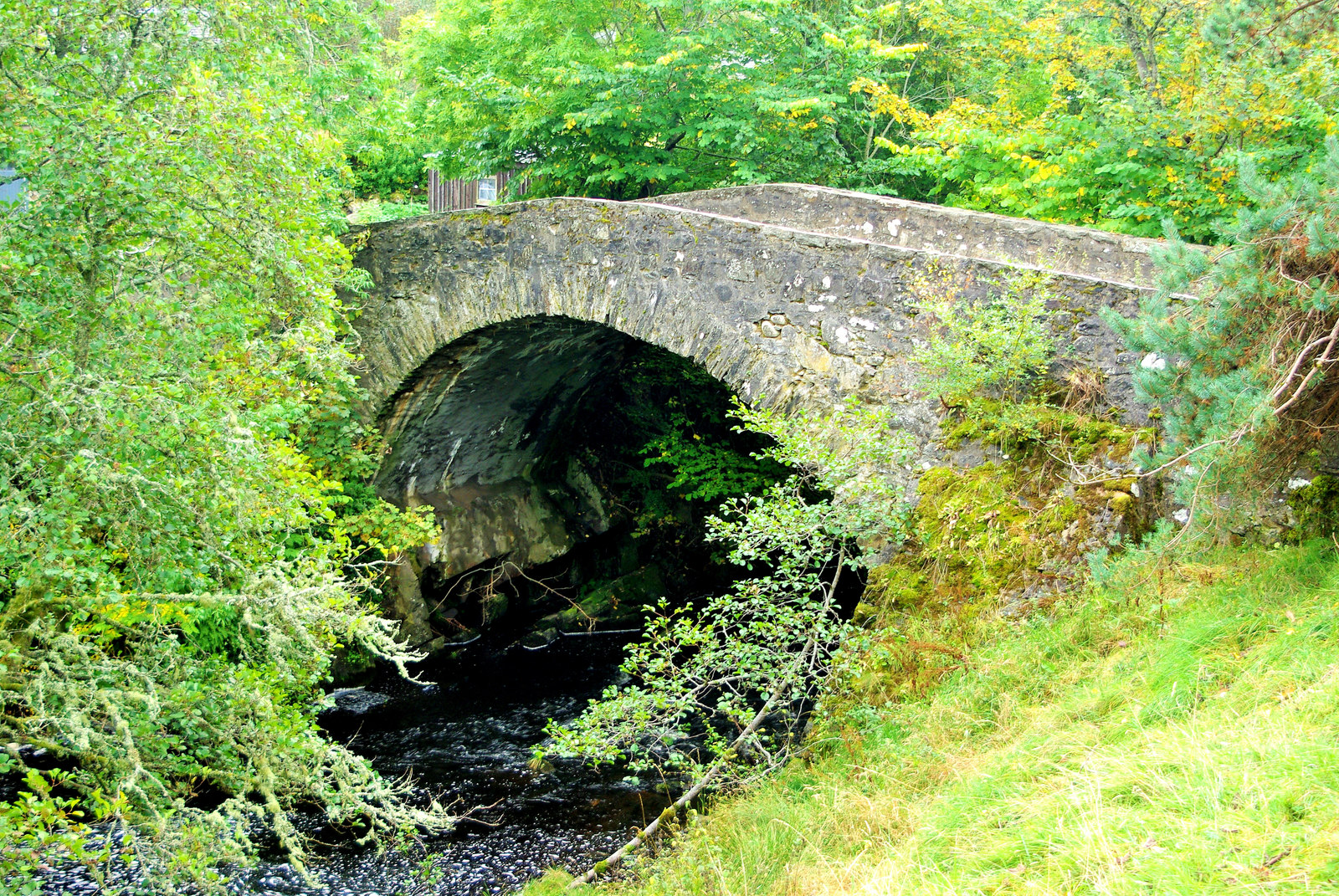
Die Brücke über Errochty Water

Old Struan ist eine Ortschaft, die im Norden von Schottland zwischen Inverness im Nordwesten und Perth im Südosten in der Council Area Perth and Kinross liegt. Im Rahmen der historischen Gliederung Schottlands in Civil Parishes zählt es zu Blair Atholl, das zu Perthshire gehörte.

## Geographie
Old Struan liegt am östlichen, rechten Ufer des Errochty Waters, unmittelbar vor dessen Mündung in den Garry. Der Ort und seine Umgebung sind ländlich geprägt. Mit Struan liegt, etwa einen Kilometer im Westen, eine Nachfolgesiedlung.

## Verkehr
Verkehrstechnisch zu erreichen ist Old Struan über eine Nebenstraße, die in Struan von der B847 nach Osten abzweigt. Letztere führt von Bruar nach Kinloch Rannoch.

## Historisch Bedeutsames
Unter Denkmalschutz stehen im Ort die Brücke über Errochty Water, die Kirche Struan Church sowie die Reste ihres Vorgängerbaus aus dem Mittelalter, der St Fillan’s Church mitsamt einem auf deren Gelände befindlichen Cross Slab. Etwas weiter im Westen finden sich mit dem Tom an Tigh Mhoir die geringen Überreste einer Motte.